# Карнидж
Карнидж (на английски: Carnage) е измислен злодей на Марвел Комикс. Първата му поява е в The Amazing Spider-man#344 през март 1991 година. Създаден е от писатела Дейвид Мишелини и художника Марк Багли. Подобно на Веном, той също е извънземна форма на живот и е враг на Спайдър-Мен. В него се е превъплъщавал психично болния престъпник Клитъс Касиди. Първата му поява е в Спайдър-мен: Анимационният сериал и се озвучава от Скот Клевъртън. Появява се в епизода завръщането на Веном. В Спайдър-мен до краен предел се озвучава от Майкъл Донован. Клитъс Касиди прави неговоримо камео в Невероятния Спайдър-мен.